# Kabuaran (Kunir)
Kabuaran is een bestuurslaag in het regentschap Lumajang van de provincie Oost-Java, Indonesië. Kabuaran telt 3053 inwoners (volkstelling 2010).